# عبد الله الجوعي
عبد الله الجوعي لاعب كرة قدم سعودي.

## مسيرة اللاعب
مثل نادي الهلال في الفئات السنية ووقع مع نادي الباطن في مطلع عام 2017 و وقع مع نادي ماريتيمو البرتغالي في عام 2018 و انتقل إلى نادي التعاون مطلع عام 2019 و أعير إلى نادي ضمك مطلع عام 2020 و وقع مع نادي الشباب في صيف 2021 و أعير إلى نادي الطائي في صيف 2022.
لعب مباراة مع المنتخب السعودي امام جامايكا سجل هدف.

## روابط خارجية
- عبد الله الجوعي على موقع Soccerway.com (الإنجليزية)